# Väterliche Gewalt
Die väterliche Gewalt im Sinne der Vorherrschaft in einer Familie wurde ab dem 18. Jahrhundert zunehmend diskutiert und im 19. Jahrhundert ein zentraler Begriff im Personenrecht. Der Begriff wurde unter Rückbesinnung auf die römische Antike und deren Rechtsbegriff der patria potestas aus römischen Quellen übernommen und wörtlich ins Deutsche übersetzt.
Im damals aufkommenden bürgerlichen Familienmodell stand die väterliche Gewalt für die rechtliche Begründung des Vorrangs des Vaters vor der Mutter und den Kindern bis hin zu einer uneingeschränkten „despotischen Gewalt“. Der Rechtsbegriff spiegelt das „Erstarken eines bürgerlich-reaktionären Patriarchalismus“ wider.
Die im deutschen Recht beobachtbare Entwicklung zeigt sich trotz unterschiedlicher Verfassungen, Rechtsquellen und politischer Rahmenbedingungen auch in anderen Ländern Europas.

## Historische Grundlage Geschlechtsvormundschaft
Der rechtliche Vorrang des Vaters vor der Mutter innerhalb der Elternschaft geht auf die Beschränkung der Rechte von Frauen bzw. Müttern im Rahmen der Geschlechtsvormundschaft zurück. Geschlechtsvormundschaft hat weltweit eine lange Tradition, in Europa von der griechischen und römischen Antike über das Mittelalter bis in die Neuzeit. Besonders die Sonderform der ehelichen Geschlechtsvormundschaft hatte in Europa noch lange Bestand, wurde ab Mitte des 19. Jahrhunderts aber zunehmend tabuisiert. 
„Die patria potestas, die als 'väterliche Gewalt' noch lange unter der Geltung des deutschen Bürgerlichen Gesetzbuches fortlebte und – nach einer Zwischenstufe der 'elterlichen Gewalt' – in Deutschland erst mit Wirkung vom 1.1.1980 durch die elterliche Sorge ersetzt wurde, war in Rom das umfassende Herrschaftsrecht des pater familias über die Familie.“ Gottfried Schiemann
Geschlechtsvormundschaft bildete sich weltweit in zahlreichen Schüben und Gegenschüben erst allmählich zurück, wobei die unterschiedlichen Rechtssysteme sehr verschiedene Regelungen und Entwicklungen mit hoher Variationsbreite entstehen ließen.

## Entwicklung in unterschiedlichen Rechtsordnungen

### Deutsches Recht

#### Rechtliche Geschlechtsvormundschaft im bürgerlichen Familienmodell
Nach der Aufklärung und der Ablösung der kirchlichen Jurisdiktion bedurfte die Aufrechterhaltung der Unmündigkeit und grundlegend beschränkten Rechtsfähigkeit von Frauen einer rechtlichen Begründung, um die polarisierte Geschlechterrolle als sogenannte „Geschlechtsvormundschaft“ des Mannes über die Frau fortführen zu können. Die Ungleichheit der Geschlechter konnte somit als wesentliche Grundlage für die Funktionsfähigkeit des bürgerlichen Familienmodells, das „Herzstück der bürgerlichen Kultur“ genutzt werden. Die Geschlechtervormundschaft war insofern eine wichtige Voraussetzung für den Aufstieg des Bürgertums und die Verbürgerlichung der Gesellschaft.
Die Entwicklung der Geschlechtervormundschaft hat weitverzweigte Wurzeln, ist gekennzeichnet von einer „geradezu verwirrenden Unschärfe“, Widersprüchlichkeit und Inkonsistenz. Hieran knüpfte die bürgerlich-reaktionäre Rechtslehre an, Teil der historischen Rechtschule, die den „Aufbau eines bürgerlichen Zivilrechts ohne Gesetzgeber“ vorantrieb. Man machte sich „ziemlich einmütig und mit Eifer daran, das „praktische Interesse“ an der Beibehaltung der ehelichen Vormachtstellung des Mannes neu zu begründen.“
Die bürgerliche Familie war insofern ein zentrales „Projekt und Praxis einer kleinen bildungsbürgerlichen, nach sozialem Aufstieg und politischer Macht strebenden Schicht, deren Anteil um die Mitte des 19. Jahrhunderts auf etwa auf 5 Prozent der Bevölkerung geschätzt wird“. Als politischer Mythos und „erfundene Tradition“ bedurfte die bürgerliche Familie adäquater Rechtsgrundlagen und Rechtsbegriffe. Hierzu zählen nicht nur die rechtliche Begründung der „Ehe als Institution“, sondern auch die Begründung des Vorrangs des Vaters über die „väterliche Gewalt“. Sie sind Teil einer übergeordneten „Leitideologie“, die die Verschiedenheit der Geschlechter (Geschlechterrollen) als zentrales Merkmal sozialer Ordnung rechtlich ausgestaltet und durchsetzt. Zu den „bürgerlichen Meisterdenkern“, die die Leitideologie der Geschlechtercharaktere begründeten, gehörten Kant, Rousseau, Fichte, Schlegel, Hegel, Görres, Novalis, Brentano, Kleist, Herder, Schleiermacher, Schiller, Goethe, Humboldt.

#### Ehe und väterliche Gewalt als Rechtsbegriffe
Bereits im 16. Jahrhundert wurde der Begriff als „des Vaters Gewalt“ von Konrad Lagus als Übersetzung des lateinischen Rechtsbegriffs patria potestas benutzt. Im 18. Jahrhundert wurde es als in der Folge feststehender Begriff mit „väterliche Gewalt“ übersetzt, wie etwa 1740 bei Johann Georg Bertoch. Die Juristen der Zeit forderten dabei die Stärkung väterlicher Gewalt beziehungsweise häuslicher Gewalt, dies unter Rückbesinnung auf die Antike:
„Die Herrschaft des Mannes über seine Frau ist in der Natur gegründet, weil uns die Natur allenthalben zeiget, daß der Schwächere von dem Stärkern, und derjenige, der ernähret wird, von demjenigen, so ihn ernähret, abhängen muß. Sie ist eben so wohl in der Vernunft gegründet, weil es widersprechend ist, daß derjenige, so ein Haus regieren muß, nicht das darzu erforderliche Ansehen und Gewalt und die darzu benöthigten Mittel haben soll. Sie ist auch in der Uebereinstimmung aller vernünftigen und gesitteten Völker des Alterthums gegründet. [...] Diese ungebührliche Einschränkung der häuslichen und väterlichen Gewalt ist nur mit der Herrschaft des Christenthums entstanden.“ Johann Heinrich Gottlob von Justi (1717–1771)
Die rechtliche Umsetzung der Leitideologie der Geschlechtercharaktere trieben dann im 19. Jahrhundert Vertreter der bürgerlich-reaktionären Rechtsschule voran, wie beispielsweise Friedrich Carl von Savigny, Karl Friedrich Eichhorn, Carl Joseph Anton Mittermaier, Carl Friedrich von Gerber oder Otto von Gierke. Sie entwarfen die rechtliche Konstruktion der Herrschaft des Mannes im Hause mit besonderem Pathos als Kern des bürgerliche Familienideals.
„Wohl aber beruht der besondere Charakter der elterlichen und Kindesrechte, der väterlichen Gewalt, des ehelichen Verhältnisses und der Herrschaft des Mannes im Hause im heutigen Rechte noch immer zum großen Theile auf jener tieferen Auffassung der Familie und jener besonderen sittlichen Kraft, welche der deutsche Volksgeist dieser natürlichen Verbindung beilegt.“ Carl Friedrich Gerber (1823–1891)
In der Begründung des Rechtsbegriffs der väterlichen Gewalt wurde zwar auf den lateinischen Begriff der patria potestas verwiesen, nicht aber an die zugrundeliegende Rechtsauffassung des Römischen Reiches angeknüpft. Deswegen wurde im 19. Jahrhundert abschwächend auch von „väterlichen Rechten“ gesprochen. Insbesondere wurde eine Gleichsetzung des in diesem Zusammenhang genutzten deutschen Begriffes „Gewalt“ mit der römischen potestas verneint. Anknüpfungspunkt war vor allem der mittelalterliche Begriff der Munt.
Juristisch richtungsweisend wurde Johann Gottlieb Fichtes „Grundlagen des Naturrechts“ mit seinem Anhang „Deduktion der Ehe“ und den darin enthaltenen misogynen Einstellungsmustern: Nach Fichte steht die Frau der „Natureinrichtung“ der Ehe nach „um eine Stufe tiefer als der Mann“ und kann erst dann wieder auf eine Stufe mit ihm gelangen, „indem sie sich zum Mittel der Befriedigung des Mannes macht“, sie „erhält ihre ganze Würde erst dadurch wieder, daß sie es aus Liebe zu diesem Einen getan habe“.
Auf dieser Grundlage gelang eine „reaktionäre Wende im Familienrecht“ als Gegenbewegung zum verhältnismäßig liberalen Scheidungsrecht des Preußischen ALR und einigen frauenfreundlichen Bestimmungen für unverheiratete Mütter und ihre Kinder. Diese hatte eine „erstaunliche Langzeitwirkung“ und überdauerte alle Diskussionen, Einwände einzelner Juristen, Rechtskämpfe der Frauenbewegung sowie die Kodifikation des Bürgerlichen Gesetzbuchs (BGB) um die Jahrhundertwende.
Die Vertreter der bürgerlich-reaktionären germanistischen Rechtschule begründen in den 1840er Jahren in den politischen Unruhen des Vormärz das Herrschaftsrecht des Mannes mit dem deutschen Nationalcharakter und der besonderen Innigkeit des deutschen Familienlebens. Zuvor hatten sich Juristen wie Wilhelm Bornemann, Johann Friedrich Ludwig Göschen oder Georg Puchta in den 1830er Jahren noch deutlich zurückhaltender geäußert und Rechte und Pflichten von Mann und Frau als gleichrangig nebeneinander stehend beurteilt.

### Österreich
Im österreichischen Recht blieb der Rechtsbegriff der väterlichen Gewalt bis 1976 erhalten.

### Frankreich
In Frankreich blieben „die Züge des mittelalterlichen Patriarchalismus am reinsten und längsten bewahrt.“ Die Ehefrau war der uneingeschränkten Herrschaft (autorité maritale) unterworfen, sie war zwar eigentumsfähig, aber zugleich absolut handlungsunfähig. Dem Vater wurde die uneingeschränkte, „despotische Gewalt“ über seine Kinder eingeräumt, nicht eheliche Kinder und Mütter genossen keinerlei Rechte oder Schutz, denn schon die Nachforschung der Vaterschaft war untersagt.
Wie in Deutschland wurde aber auch hier die rigide väterlichen Gewalt über Kinder zugunsten einer paternalistischen Ausrichtung des französischen Wohlfahrtsstaates gewandelt. Aufgrund der demographischen Probleme wurde Mutterschaft als besondere republikanische Pflicht und Tugend der Frau beschrieben, ihr jedoch nicht allein die frühkindliche Erziehung überlassen.

## Inhalte
Der Rechtsbegriff der väterlichen Gewalt beinhaltete je nach rechtlicher Ausgestaltung der Institution der Familie die Vormundschaft des Ehemanns bzw. (Haus-)Vaters für die Ehefrau, die Kinder und teilweise noch das Gesinde. Dazu gehörten eine Bandbreite an Rechten und Pflichten, unter anderem das Recht zur rechtlichen Vertretung, zur Züchtigung, zum Zugriff auf Vermögen und zur Nutzung der Arbeitskraft.
Um die Wende zum 20. Jahrhundert wurde die väterliche Gewalt zur Wahrung des „nationalen Interesses am Kind“ zunehmend unter Aufsicht des staatlichen Wächteramts (Kindeswohl) gestellt. Dabei wurde sie zunächst zur elterlichen Gewalt und dann zur elterlichen Sorge (Deutschland 1979, Schweiz) bzw. Obsorge (Österreich) umgestaltet.
|                               | Wandel Rechtsbegriffe der Vormundschaft |
| ----------------------------- | --------------------------------------- |
| Neuzeit                       | Väterliche Gewalt                       |
| Ende 19. Jh. / Anfang 20. Jh. | Elterliche Gewalt                       |
| Ende 20. Jh.                  | Elterliche Sorge / Kindeswohl           |